# Окулярник ротійський
Окулярник ротійський (Zosterops rotensis) — вид горобцеподібних птахів родини окулярникових (Zosteropidae). Ендемік Північних Маріанських Островів.

## Опис
Довжина птаха становить 10 см, вага 10 г. Верхня частина тіла оликово-зелена, нижня частина тіла шафраново-жовта. Навколо очей характерні білі кільця.

## Поширення і екологія
Ротійські окулярники є ендеміками тропічних лісів острова Рота, де рініше вони були поширеним видом птахів, однак з 1980-х років вони живуть лише на плато Сабана на висоті від 100 до 400 м над рівнем моря.

## Поведінка
Ротійські окулярники харчуються комахами, плодами, насінням і , імовірно, нектаром. Сезон розмноження триває з грудня по серпень, в кладці 2 яйця.

## Збереження
МСОП класифікує цей вид як такий, що знаходиться на межі зникнення. В 1982 році популяція ротійських окулярників складала 8700–18500 птахів, однак до 1999 року вона скоротилась до 1100 птахів. Після 1990-х росків популяція почала потроху відновлюватися і нині, за оцінками дослідників складає 3750–14000 птахів. Їм загрожує знищення природного середовища, а також хижацтво з боку інтродукованих видів тварин, зокрема щурів, бурих бойг і чорних дронго.